# Берлинское миссионерское общество
Берлинское миссионерское общество (нем. Berliner Missionsgesellschaft) — протестантская организация, созданная в 1824 году с целью поддержки миссионерских школ. До 1908 года было известно как Общество поддержки евангельских миссий среди язычников (Gesellschaft zur Beförderung der evangelischen Missionen unter den Heiden).
В 1829 году при обществе была открыта семинария. В 1834 году была организована первая миссия в Южной Африке. В течение XIX века обществом также были созданы миссии в Ост-Индии, Китае и Восточной Африке.

## Руководство
- Георг Карл фон Ларош[нем.] (1824—1833)
- Людвиг Фридрих Леопольд фон Герлах (1833—1838)
- Карл Фридрих Гёшель[нем.] (1838—1844, 1849—1857)
- Фридрих Карл фон Бюлов (1844—1848)